# Белобрюхий рябок
Белобрюхий рябок (лат. Pterocles alchata) — вид птиц из семейства рябковых.

## Описание
Белобрюхий рябок примерно 37 см в длину, размах крыльев до 65 см. Брюхо и кончик хвоста белые.

## Распространение
Белобрюхий рябок распространён в Южной Европе, Северной Африке и на юго-западе Азии. Обитает в полупустынях и сухих степях. На зимовку этот вид улетает к северному краю Сахары.

## Питание
Птицы питаются преимущественно зёрнами, найденными на земле. Так как корм очень сухой, птицам необходима в большом количестве вода, поэтому они ежедневно неоднократно летают к водопою, который может располагаться на расстоянии до 50 км от места гнездования. Они погружают свои перья в воду и возвращаются назад. Там молодые птицы пропускают мокрые перья родителей через свой клюв.

## Размножение
Птицы гнездятся, начиная с первой половины мая вплоть до июля. Кладка из 3-х, реже из 2-х яиц, кладётся в тени у основания куста. Самец высиживает ночью, а утром или во вторую половину дня высиживает самка. Часто птицы в период инкубации объединяются в небольшие колонии. Сначала птенцы выглядят как птенцы ржанковых. С самого начала они сами обеспечивают себя кормом, однако, питьевой водой их снабжают взрослые птицы. Через 3—4 недели птенцы становятся самостоятельными.